# خوان رامون كاراسكو
خوان رامون كاراسكو (بالإسبانية: Juan Ramón Carrasco)‏ هو مدرب كرة قدم ولاعب كرة قدم أوروغواياني، ولد في 15 سبتمبر 1956 في Sarandí del Yí ‏ في الأوروغواي. شارك مع منتخب الأوروغواي لكرة القدم. أما مع النوادي، فقد لعب مع بنيارول وبيلا فيستا ورامبلا جونيورز وريفر بليت وريفر بليت ونادي تيكوس ونادي دانوبيو ونادي راسينغ ونادي ساو باولو ونادي قادش وناسيونال مونتيفيديو.

## وصلات خارجية
- خوان رامون كاراسكو على موقع قاعدة بيانات كرة القدم.إي يو (الإنجليزية)
- خوان رامون كاراسكو على موقع ناشيونال فوتبول تيمز (الإنجليزية)